# Brunsvigia nervosa
Brunsvigia nervosa är en amaryllisväxtart som först beskrevs av Jean Louis Marie Poiret, och fick sitt nu gällande namn av Ined. Brunsvigia nervosa ingår i släktet Brunsvigia och familjen amaryllisväxter. Inga underarter finns listade i Catalogue of Life.